# Parafia św. Józefa i św. Antoniego w Bracken Ridge
Parafia św. Józefa i św. Antoniego w Bracken Ridge – parafia rzymskokatolicka, należąca do archidiecezji Brisbane.
Przy parafii funkcjonuje katolicka Szkoła Podstawowa św. Józefa, oraz katolicki College św. Jana Fishera.